# Blijf zoals je bent
Blijf zoals je bent is een single van Justine. Alhoewel het lied aan diverse schrijvers werd toegeschreven, kwam het eigenlijk van Jan Kisjes. Dat bleek onder meer uit de Engelstalige versie, die alleen aan Kisjes werd toegeschreven. Hij werd ook als enige vermeld, toen er in 2013 een nieuwe versie verscheen naar aanleiding van de inhuldiging van koning Willem-Alexander.
Blijf zoals je bent was de winnaar van het Nationaal Songfestival 1989. In afwijking van het jaar daarvoor toen één artiest daarvoor was uitgenodigd, kwamen nu dertien kandidaten op het podium, waarvan de meerderheid daarna weer in de obscuriteit verdween. In wezen gold dat ook voor Justine Pelmelay, die na Blijf zoals je bent geen (grote) hit meer heeft gehad. Justine haalde op het Eurovisiesongfestival 1989 de vijftiende plaats in een veld van tweeëntwintig deelnemers.

## Hitnotering
Er kwam maar een matige hitnotering voor het liedje.

### Nederlandse Top 40
| Positie: | 36 | 32 | 37 | uit |

### NederlandseSingle Top 100
| Positie: | 77 | 45 | 32 | 29 | 29 | 29 | 34 | 42 | 52 | 95 | uit |

1956: De vogels van Holland / Voorgoed voorbij · 1957: Net als toen · 1958: Heel de wereld · 1959: 'n Beetje · 1960: Wat een geluk · 1961: Wat een dag · 1962: Katinka · 1963: Een speeldoos · 1964: Jij bent mijn leven · 1965: 't Is genoeg · 1966: Fernando en Filippo · 1967: Ring-dinge-ding · 1968: Morgen · 1969: De troubadour · 1970: Waterman · 1971: Tijd · 1972: Als het om de liefde gaat · 1973: De oude muzikant · 1974: Ik zie een ster · 1975: Ding-a-dong · 1976: The party's over · 1977: De mallemolen · 1978: 't Is O.K. · 1979: Colorado · 1980: Amsterdam · 1981: Het is een wonder · 1982: Jij en ik · 1983: Sing me a song · 1984: Ik hou van jou · 1986: Alles heeft ritme · 1987: Rechtop in de wind · 1988: Shangri-la · 1989: Blijf zoals je bent · 1990: Ik wil alles met je delen · 1992: Wijs me de weg · 1993: Vrede · 1994: Waar is de zon · 1996: De eerste keer · 1997: Niemand heeft nog tijd · 1998: Hemel en aarde · 1999: One good reason · 2000: No goodbyes · 2001: Out on my own · 2003: One more night · 2004: Without you · 2005: My impossible dream · 2006: Amambanda · 2007: On top of the world · 2008: Your heart belongs to me · 2009: Shine · 2010: Ik ben verliefd (sha-la-lie) · 2011: Never alone · 2012: You and me · 2013: Birds · 2014: Calm after the storm · 2015: Walk along · 2016: Slow down · 2017: Lights and shadows · 2018: Outlaw in 'em · 2019: Arcade · 2020: Grow · 2021: Birth of a new age · 2022: De diepte · 2023: Burning daylight · 2024: Europapa